# Spionaggio internazionale
Spionaggio internazionale (Foreign Intrigue) è un film noir del 1956 diretto, scritto e prodotto da Sheldon Reynolds.

## Trama
Victor Danemore è un ricco uomo che vive con la moglie in una villa sulla Costa Azzurra. Un giorno incarica il suo segretario e pubblicista Dave Bishop, di prenotargli il solito viaggio annuale per Vienna. Dave non conosce il passato del suo datore di lavoro, in quanto lui stesso ha inventato quello che i giornali riportano sulla vita di Victor. Tornato alla villa trova Danemore morente, colpito da un attacco cardiaco. Ne informa subito la moglie Dominique Danemore la quale, per niente affranta, si preoccupa di quanto dovrà tenere il lutto per convenienza e se il marito avesse detto qualche cosa prima di morire. Dopo il funerale, Dave viene chiamato dal dottore il quale ha ricevuto una lettera da un notaio di Vienna, dove gli si chiede un certificato ufficiale per stabilire se sia morto per cause naturali e anche il dottore chiede se Danemore abbia detto qualche cosa prima di morire. La stessa domanda, con bizzarra insistenza viene fatta dai più disparati soggetti, tanto da incuriosire Bishop, che decide di recarsi a Vienna dal notaio per scoprire il segreto di Victor, il quale si scopre essere stato un povero spiantato. A Vienna, Dave, arriva dopo l'assassinio del notaio, con relativa sparizione del plico Danemore. Scopre comunque che a casa di una donna anziana e cieca, si riunivano Danemore e altre quattro persone, una volta all'anno, e una delle quattro era svedese di nome Lindquist. Con questo indizio Bishop si reca a Stoccolma dove scopre che Danemore era un ricattatore. Dave rischia lui stesso di essere ucciso da un sicario mandato da un altro dei quattro ricattati. Il sicario, comunque, decide di mettersi d'accordo con Dave per subentrare nel ricatto che faceva Danemore. Attirato nuovamente a Vienna, Bishop viene prelevato da alcuni agenti segreti del controspionaggio di Stati Uniti, Svizzera, Svezia, Inghilterra che spiegano a Dave di stare cercando coloro che prima della seconda guerra mondiale hanno stretto un patto con Hitler e che successivamente furono ricattati da Danemore (l'uomo della Russia). Dave accetta di collaborare e segue il sicario che lo porterà da uno dei quattro traditori della patria.

## Produzione
È il primo film di produzione internazionale a cui partecipa l'attrice Ingrid Thulin, in quanto, precedentemente, aveva lavorato solo in produzioni svedesi. Successivamente parteciperà a film come I quattro cavalieri dell'Apocalisse con Glenn Ford e Cassandra Crossing con Richard Harris e Sophia Loren.
Il titolo del film può essere fuorviante, in quanto non si tratta di spionaggio (sebbene siano implicati i servizi segreti) ma di ricatto.
Il film è tratto da una serie televisiva americana andata in onda dal 1951 al 1954 intitolata "Foreign Intrigue"
Il film è stato completamente girato in Europa: Montecarlo, Parigi, Versailles, e Stoccolma